# CZ 550
CZ 550 — чешская охотничья винтовка, созданная на базе затворной группы Маузер 98, предназначенная для спортивной, любительской и промысловой охоты на среднего и крупного зверя. Винтовка выпускается на предприятии Чешская Збройовка (Ceska Zbrojovka) в городе Угерски-Брод (Uherský Brod). Винтовка имеет широкую линейку используемых патронов, включая патроны «магнум».
Ударно-спусковой механизм со шнеллером и регулируемым усилием спуска, допускает регулировку усилия на спусковом крючке и длину его рабочего хода. Предохранитель защищает CZ 550 от случайных выстрелов, а также блокирует затвор в закрытом положении. Верхняя часть ствольной коробки CZ 550 имеет фрезерованные пазы для установки креплений оптических прицелов.
Винтовка CZ 550 является магазинной (со стационарным и съемным магазинами), с ручным перезаряжанием и затвором Маузеровского типа.
Вес винтовки от 3,1 кг до 4,3 кг.
Снята с производства в 2016 году

## Варианты
CZ 550 Standard — винтовка имеет ореховую ложу без щеки, с насечкой и пластиковым затыльником. Форма ложи обеспечивает использование как открытых прицельных приспособлений, так и оптики. Длина ствола — 600 мм. Имеющиеся калибры: .308 Winchester/.30-06 Springfield.
CZ 550 Lux — ореховая ложа с щекой выполнена в Баварском стиле, с рифлением и резиновым затыльником приклада. Форма ложи обеспечивает использование как открытых прицельных приспособлений, так и оптики. Длина ствола — 600 мм. Имеющиеся калибры: .243 Winchester/.270 Winchester/.308 Winchester/7×64 мм/6,5×55 мм/.30-06 Springfield/9,3×62 мм/7,92×57 мм.
CZ 550 FS — длинная ореховая ложа с щекой выполнена в Баварском стиле, с рифлением и резиновым затыльником приклада. Форма ложи обеспечивает использование как открытых прицельных приспособлений, так и оптики. Длина ствола 520 мм. Имеющиеся калибры: .243 Winchester/.270 Winchester/.308 Winchester/7×64 мм/6,5×55 мм/.30-06 Springfield/9,3×62 мм/7,92×57 мм.
CZ 550 Varmint — ореховая ложа без щеки, с рифлением и резиновым затыльником приклада. Открытые прицельные приспособления отсутствуют. Ствол спортивного образца с увеличенным контуром и длиной 650 мм. Имеющиеся калибры: .308 Winchester/.22-250.
CZ 550 MAGNUM STANDARD — тоже, что и CZ 550 Lux, но с длиной ствола 635 мм и со следующими калибрами: .375 Н&Н Magnum/.458 Winchester Magnum/.416 Rigby.
CZ HA 550 HUNTER — ореховая ложа. Открытые прицельные приспособления отсутствуют. Длина ствола — 600 мм. Калибр — .300 Winchester Magnum.

## Характерные особенности
- Широкий спектр используемых калибров, соответствующий различным типам охот;
- CZ 550 хорошо сбалансирована, и, как следствие, легко наводится на цель;
- Лёгкость установки оптических прицелов;
- Элементы управления оружием удобно расположены и легко доступны при использовании оружия (рукоятка затвора, спусковой крючок, предохранитель, стопор затвора, фиксатор магазина);
- Полностью настраиваемый ударно-спусковой механизм;
- Опциональная возможность использования шнеллера;
- Индикатор взведения ударника позволяет легко контролировать его состояние;
- Легкая разборка для чистки и текущего обслуживания, не требующая инструментов;
- Высокая точность стрельбы;
- Большой срок службы;
- Высокая функциональная надежность в различных условиях эксплуатации. С различными типами патронов и пуль разных производителей.